# Distrito electoral de Washington (condado de Nemaha, Nebraska)
Washington (en inglés, Washington Precinct) es un distrito electoral ubicado en el condado de Nemaha, Nebraska, Estados Unidos. Según el censo de 2020, abarca un total de 652 habitantes.

## Geografía
Está ubicado en las coordenadas 40°23′8″N 95°58′51″O / 40.38556, -95.98083. Según la Oficina del Censo de los Estados Unidos, abarca una superficie total de 139.82 km², de la cual 139.81 km² corresponden a tierra firme y (0.01%) 0.01 km² es agua.

## Demografía
Según el censo de 2020, el distrito abarca un total de 652 personas. La densidad de población es de 4.66 hab./km². El 95.71% son blancos, el 0.15% es afroamericano, el 0.15% es amerindio, el 0.31% son asiáticos, el 0.46% son de otras razas y el 3.22% son de una mezcla de razas. El 1.38% son hispanos o latinos de cualquier raza.